# 利比亞反抗運動
利比亞反抗運動是利比亞人因反對義大利殖民者在利比亞的統治，因而爆發長達多年的反抗。

## 抗爭始末

### 最初階段
第一場抗爭發生在昔蘭尼加。1914年，薩努西亞襲擊了在費贊的意大利人，隔年他們在那裡繳獲了來自義大利人的大量裝備，並給義大利人造成了重大損失。薩努西亞試圖征服的黎波里塔尼亞省，但由於貝都因人和民族主義者之間的對立關係，這些嘗試最終沒有成功。起義軍之間缺乏團結一致的念頭被認為是該起義儘管讓義大利人損失慘重，但卻沒有任何更進一步的進展的原因之一。
1915年，由於義大利於第一次世界大戰加入了協約國，許多德國和土耳其的軍武、軍事顧問紛紛抵達昔蘭尼加以幫助起義軍。很快地，義大利和薩努西亞起義軍便相互開戰，即為薩努西戰役。利比亞起義軍甚至一度攻進埃及，但很快就被駐守的英軍擊退。反抗運動於1917年，以協約國勝利告終，然而，多數盟軍承認薩努西亞的存在，而該起義軍則離開了埃及的邊境。

### 第二次義利戰爭
1922年，義大利獨裁者貝尼托·墨索里尼（Benito Mussolini）基於上一次對利比亞的征服發生在2000年前的羅馬帝國期間這一事實，便發起了所謂的「Riconquista」——即重新征服利比亞，而這不可避免地導致了義大利和薩努西亞將在1923年再次爆發戰爭。他們在昔蘭尼加發生了激烈的戰鬥，但到了1931年時，墨索里尼便成功地安撫了全國的薩努西亞。
該戰爭的起因是因為義大利撤回了先前對利比亞人的承諾，以及墨索里尼領導下的義大利式圖開始完全控制利比亞，因而引起薩努西亞多個部落的不滿。該起義最終由魯道夫·格拉齊亞尼平定，而該國在阿拉伯法西斯分子的幫助下，再一次的被義大利人控制。

## 二戰期間的利比亞
1940年，沿海地區的利比亞人獲得了義大利公民身份–這是法西斯義大利建立羅馬帝國目標的一部分，而這也削弱了以前抵抗運動對該地區人民的吸引力，該運動很快便減少到只有費贊地區的少數阿拉伯人和柏柏人。直到1942年，法國軍隊抵達該國之前，該運動實際上已經不復存在。隨著第二次世界大戰戰局的逆轉，英國和法國的合作隨著利比亞抵抗運動的航護航，獲得了新的助力，兩個大國在1943年成功的控制利比亞，並由法國占領費贊，英國占領昔蘭尼加和的黎波里塔尼亞。經過多場談判後，兩國決定在1951年，讓由伊德里斯國王的領導下的利比亞獨立，伊德里斯國王從此之後便一直掌權，直到他於1969年被推翻為止。

## 外部連結
- 薩努西亞（義大利語：Senussi）
- 利比亞王國
- 義大利王國
- 第一次世界大戰
- 第二次世界大戰
- 加薩爾布·哈迪戰役（英语：Battle of Gasr Bu Hadi）
- 第四海岸
- 領土收復主義
- 我們的海
- 第二次世界大戰抵抗運動
- 涉及利比亞之戰爭列表（英语：List of wars involving Libya）